# Hui Shiu-hung
Pour les articles homonymes, voir Hui.
Dans ce nom chinois, le nom de famille, Hui, précède le nom personnel.
Hui Shiu-hung (chinois traditionnel : 许绍雄), aussi connu sous le nom de Benz Hui, est un acteur de Hong Kong né le 4 novembre 1948 à Hong Kong. Il a joué dans de nombreuses productions hongkongaises, souvent sous la direction de Johnnie To.

## Filmographie partielle
- 1989 : Return of the Lucky Stars
- 1999 : The Victim de Ringo Lam : Yee
- 1999 : Running Out of Time de Johnnie To : Chef inspecteur Wong Kai Fa
- 2000 : Needing You... de Johnnie To et Wai Ka-fai : Ronald
- 2000 : Help !!! de Johnnie To et Wai Ka-fai : Un docteur
- 2001 : Running Out of Time 2 de Johnnie To : Chef inspecteur Wong Kai Fa
- 2003 : Turn Left, Turn Right de Johnnie To et Wai Ka-fai
- 2003 : Love Under the Sun
- 2004 : Yesterday Once More de Johnnie To : L'un des deux enquêteurs envoyés par Mme Allen pour aller surveiller M. et Mme To
- 2004 : Breaking News de Johnnie To : Hoi
- 2005 : A.V. de Edmond Pang
- 2005 : All About Love
- 2006 : Exilé de Johnnie To : Sergent Shan
- 2008 : Fatal Move de Dennis Law
- 2011 : I Love Hong Kong
- 2012 : I Love Hong Kong 2012
- 2012 : Mr. and Mrs. Gambler
- 2013 : Inferno
- 2015 : 12 Golden Ducks
- 2016 : Line Walker